# Charaxes andara
Charaxes andara är en fjärilsart som beskrevs av Ward 1873. Charaxes andara ingår i släktet Charaxes och familjen praktfjärilar. Inga underarter finns listade i Catalogue of Life.